# Alain Baroja
Alain Baroja Méndez (Acarigua, 23 oktober 1989) is een voetballer uit Venezuela, die speelt als doelman. Hij kwam uit voor Llaneros FC en Caracas FC, voordat hij in de zomer van 2015 werd vastgelegd door AEK Athene.

## Interlandcarrière
Onder leiding van bondscoach Noel Sanvicente maakte Baroja zijn debuut voor het Venezolaans voetbalelftal op 4 februari 2015 in de vriendschappelijke wedstrijd tegen Honduras (2-3) in San Pedro Sula. Hij nam datzelfde jaar met zijn vaderland deel aan de strijd om de Copa América in Chili. Baroja verdrong Dani Hernández uit de basis.
1 Baroja ·
2 Ángel ·
3 Túñez ·
4 Vizcarrondo ·
5 Amorebieta ·
6 Cichero ·
7 Miku ·
8 Rincón ·
9 Rondón ·
10 Vargas ·
11 González ·
12 Dani ·
13 Seijas ·
14 Lucena ·
15 Guerra ·
16 Rosales ·
17 Martínez ·
18 Arango ·
19 Acosta ·
20 Perozo ·
21 Rivas ·
22 Murillo ·
23 Faríñez ·
Coach: Sanvicente